# De Graafschap
De Graafschap (celým názvem Vereniging Betaald Voetbal De Graafschap) je nizozemský fotbalový klub sídlící v Doetinchemu. Byl založen roku 1954, hřištěm klubu je De Vijverberg s kapacitou 12 600 diváků.
Název klubu znamená „hrabství“ a odkazuje na historické Zutphenské hrabství. Pro svoji svázanost s gelderlandským venkovem má tým přezdívku Superboeren (Supersedláci). Klubové barvy jsou modrá a bílá. Roční rozpočet se pohybuje okolo šesti milionů eur.
V roce 1973 poprvé postoupili do nejvyšší soutěže, od té doby se jako jojo klub pohybují mezi první a druhou ligou. Od roku 2019 jsou účastníky Eerste Divisie. Největším úspěchem v historii je osmé místo v Eredivisie v roce 1997.
K odchovancům klubu patří Guus Hiddink a Klaas-Jan Huntelaar. Podle Hiddinka je pojmenován maskot klubu, zebra Guus.